# 聖橋工業高等専門学校

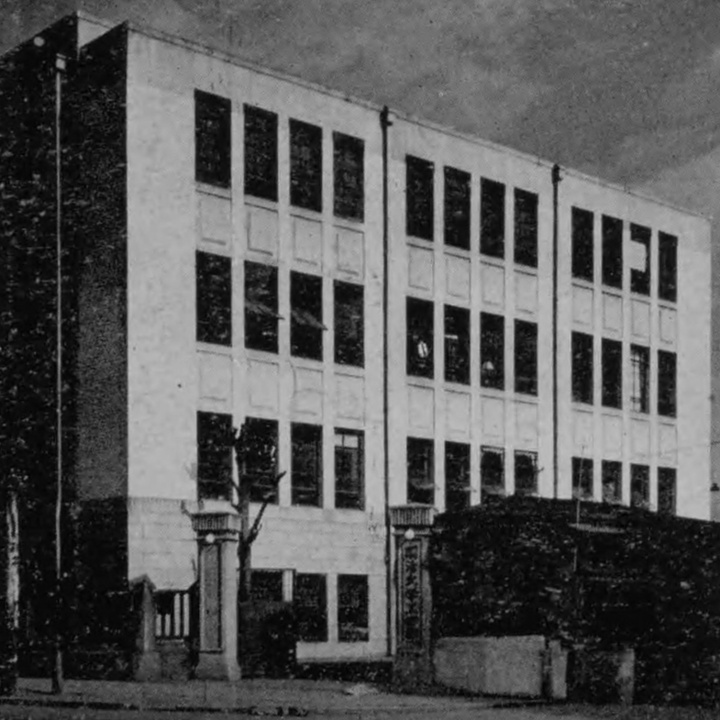
旧聖橋学園校舎
（1951年明治大学に売却）

聖橋工業高等専門学校（ひじりばしこうぎょうこうとうせんもんがっこう）は、埼玉県大里郡岡部町（現深谷市）普済寺にあった高等専門学校である。本校を母体に1976年4月に埼玉工業大学が開学するため、1975年度から本科生の募集を停止。1979年で閉校となった。1985年度に開校した埼玉工業大学専門学校（2001年閉校）は、別の物である。

## 沿革
- 1903年2月 東京市浅草区森下町に東京商工学校創立。
- 1910年4月 東京高等商工学校と改称。
- 1922年4月 東京市神田区淡路町2丁目（現在の神田駿河台3丁目2番地）に移転。
- 1938年4月 商業科を廃止し、3ヶ年制の高等工科を設置し聖橋高等工学校と改称。
- 1944年3月 財団法人聖橋学園設立。
- 1947年4月 新学制により聖橋中学校となる。
- 1948年4月 新学制により聖橋高等学校設置（普通科・機械科）。
- 1951年
  - 3月 学校法人聖橋学園に組織変更。
  - 7月 校地を明治大学に売却[1]。
  - 9月 東京都荒川区尾久町5丁目871番地の新校舎に移転。
- 1957年4月 定時制に商業科併設。
- 1961年4月 埼玉県大里郡岡部町普済寺1690番地に聖橋学園埼玉工業高等学校（機械科）を開校。
- 1962年
  - 2月 聖橋工業高等専門学校設置認可。
  - 3月 聖橋学園埼玉工業高等学校閉校。
  - 4月 埼玉県大里郡岡部町普済寺1690番地に聖橋工業高等専門学校開設。
- 1969年 第51回全国高等学校野球選手権東京大会で聖橋高等学校が準優勝。
- 1971年3月 聖橋中学校・聖橋高等学校（全日制・定時制）閉校。
- 1973年12月 学校法人聖橋学園を学校法人智香寺学園に改称。
- 1975年3月 聖橋工業高等専門学校の学生募集停止を文部省に届出。
- 1976年
  - 1月 埼玉工業大学文部省より設置認可。
  - 4月 埼玉工業大学工学部（機械工学科，環境工学科，電子工学科）開設。
- 1979年3月 聖橋工業高等専門学校、文部省より廃止認可、閉校。

## 出身者
- 青木幸造 - 元プロ野球選手 / 東京商工学校卒
- 尾崎護 - 大蔵事務次官 / 新制聖橋中学校卒
- 萩原健一 - 俳優 / 中退
- 真弓田一夫 - 俳優
- 鵜浦吉雄